# Helvella engleriana
Helvella engleriana är en svampart som beskrevs av Henn. 1894. Helvella engleriana ingår i släktet Helvella och familjen Helvellaceae.   Inga underarter finns listade i Catalogue of Life.